# تود ميلر (لاعب اتحاد الرغبي)
تود ميلر (بالإنجليزية: Todd Miller)‏ هو لاعب اتحاد الرغبي نيوزيلندي، ولد في 2 ديسمبر 1974 في وانغاري في نيوزيلندا.